# Tsubetsu
Tsubetsu (jap. 津別町 Tsubetsu-chō) – miasto w Japonii, w prefekturze Hokkaido, w podprefekturze Ohōtsuku. Według danych na rok 2020 miejscowość zamieszkiwało 4 373 mieszkańców , a gęstość zaludnienia wyniosła 6,1 os./km².